# Hans Horn
Hans Horn var en svensk orgelbyggare och källarägare i Göteborg under 1600-talet.

## Biografi
Hans Horn arbetade som orgelbyggare i Göteborg. Han anlitades bland annat av rikskanslern Magnus Gabriel De la Gardie när orgeln i Läckö slotts slottskyrka byggdes år 1668.
Horns familj bodde från 1648 till 1653 på elfte roten i Göteborg, och åren 1654–1655 på femte roten. Mellan 1657 och 1676 bodde de på tomt 52 under kvarteret Sparbanken i Göteborg. Efter Horns död fortsatte sonen Leonhard i faderns fotspår som källarägare.

### Hyresgäster
1667 var guldsmeden Herman hyresgäst hos familjen Horn.

### Familj
- Gift med Maria Hansdotter Radt, dotter till Hans Leonardsson Radt. De fick tillsammans barnen:
  - Leonhard Horn, död 1689. Han var gift med Christina Söfringsdotter.
  - Herman Horn, född 29 december 1650, död 5 februari 1698. Han arbetade som barberare.
  - Maria Horn, gift med rådman Sveno Areel.
  - Catharina Horn, gift med Hans Vogt.
  - Ragnhild Horn, gift med Ephraim Habicht.

## Orgelverk
| År   | Ursprunglig kyrka      | Stift     | Bild | Manualer | Pedal | Stämmor | Bevarad orgel/fasad | Övrigt |
| ---- | ---------------------- | --------- | ---- | -------- | ----- | ------- | ------------------- | --- |
| 1661 | Göteborgs domkyrka     | Göteborgs |      |          |       |         | Nej/Nej             | Orgeln förstördes 1721 i en eldsvåda. |
| 1663 | Kongsbergs kyrka       |           |      |          |       |         |                     | Orgeln sattes troligen upp av Hans Gust. |
| 1667 | Lindome kyrka          | Göteborgs |      |          |       | 7       |                     | Orgeln kostade 6600 daler kopparmynt och är omkring år 1773 förlorad. Orgeln är eventuellt byggd av sonen Leonhard Horn. En ny orgel byggdes 1777 av Jonas Wistenius, Linköping. |
| 1667 | Strømsø kirke          |           |      |          |       | 7       |                     | Ny orgel byggdes 1777 av Jonas Wistenius, Linköping.[källa behövs] |
| 1668 | Läckö slottskyrka      | Skara     |      |          |       | 8       | Nej/Ja              | En av stämmorna till orgeln var fågelsång. En ny orgel byggdes 1920 av Nordfors & Co, Lidköping.                                                                                 |
| 1674 | Tyska kyrkan, Göteborg | Göteborgs |      |          |       |         |                     | Den 12 mars 1674 begärde Lorentz Brun svar om de skulle fullfölja arbetat med orgelverket.                                                                                       |

### Reparationer
| År   | Ursprunglig kyrka                | Stift     | Bild | Manualer | Pedal | Stämmor | Bevarad orgel/fasad | Övrigt                                        |
| ---- | -------------------------------- | --------- | ---- | -------- | ----- | ------- | ------------------- | --------------------------------------------- |
| 1655 | Trefaldighetskyrkan, Christiania |           |      |          |       |         |                     | Flyttade troligen en orgel i kyrkan.          |
| 1663 | Trefaldighetskyrkan, Christiania |           |      |          |       |         |                     | Reparerade orgeln.                            |
| 1665 | Marstrands kyrka                 | Göteborgs |      |          |       |         |                     | Reparerade troligtvis denna orgel i maj 1665. |

## Övriga verk
- 18 april 1671 gjorde Hans Horn en vattenspruta till staden.
- 16 oktober 1671 gjorde han två Harpöbläckhorn till stadens resolutionsbok.

## Medarbetare
- Hans Gust arbetade 1663 som snickare hos Horn. Han hade tidigare suttit i fängelse på Bohus fästning.[5]
- Anders Jensen arbetade som snickare hos Horn.[5]